# Paul Bakyenga
Paul Kamuza Bakyenga (ur. 30 czerwca 1944 w Bumbaire-Igara, zm. 18 lipca 2023 w Kampali) – ugandyjski duchowny katolicki, arcybiskup Mbarary w latach 1991–2020.

## Życiorys
Święcenia kapłańskie otrzymał 11 czerwca 1971.

## Episkopat
6 marca 1989 papież Jan Paweł II mianował go biskupem koadiutorem diecezji Mbarary. Sakry biskupiej udzielił mu 24 czerwca 1989 ówczesny biskup Mbarary - John Baptist Kakubi.
23 listopada 1991 został mianowany biskupem ordynariuszem diecezji Mbarara.
2 stycznia 1999 ten sam papież mianował go arcybiskupem metropolitą Mbarary. 25 kwietnia 2020 przeszedł na emeryturę.